# Schweizerischer Bühnenkünstler- und Bühnenkünstlerinnenverband
Der Schweizerische Bühnenkünstler- und Bühnenkünstlerinnenverband (SBKV) «ist die wichtigste schweizerische Berufsorganisation für Künstler und Künstlerinnen, die in den Bereichen Theater, Film, Fernsehen und Radio tätig sind». Er wurde 1920 in Zürich als Verband der Bühnenkünstler in der Schweiz gegründet. Als Sozialpartner des Schweizerischen Bühnenverbands handelt er die «an dessen Bühnen geltenden Gesamtarbeitsverträge» aus. «Zusammen mit der Genossenschaft Deutscher Bühnen-Angehöriger (GDBA), der Vereinten Dienstleistungsgewerkschaft Deutschlands (ver.di) und der Sektion Bühne der österreichischen Gewerkschaft Kunst, Medien, Sport und freie Berufe (kmsfb) bildet der S. den Kartellverband deutschsprachiger Bühnenangehöriger.»